# Oslo-Klasse
Die Oslo-Klasse war eine Klasse von fünf Fregatten der norwegischen Marine, die auf den Geleitzerstörern der Dealey-Klasse der U.S. Navy basierten. Der Bug musste jedoch anders gestaltet werden, um die rauen Nordseebedingungen besser verkraften zu können, und einige Waffen- und Elektroniksysteme wurden durch solche von europäischen Herstellern ersetzt.

## Konstruktion
Alle Schiffe wurden in der Hauptwerft der Marine in Horten zwischen 1964 und 1966 gebaut. Der Bau der Schiffe war Teil eines umfangreichen Flottenrüstungsprogramms, welches von der norwegischen Regierung 1960 beschlossen wurde. Die Hälfte der Kosten des Programms wurden von den USA im Rahmen des Mutual Defense Assistance Program (MDAP) finanziert. Dabei handelte es sich um ein Programm, welches von den USA zwischen 1943 und 1967 betrieben wurde, und, zum Zeitpunkt des norwegischen Flottenrüstungsprogramms, zum Ziel hatte, Staaten, welche direkt von der Sowjetunion bedroht waren, militärisch zu stärken. Für Norwegen war dieses Programm von existenzieller Bedeutung, denn die lukrative Öl- und Gasförderung gab es damals noch nicht.

## Modernisierung
In den späten 1970er Jahren erhielten alle fünf Schiffe der Klasse neue Bewaffnung. Während die Bewaffnung bisher fast ausschließlich aus Rohrwaffen bestand, wurden die Schiffe nun mit Penguin-Seezielflugkörper, Sea-Sparrow-Flugabwehrraketen sowie Stingray-Torpedos ausgerüstet. In den 1980er Jahren wurde dann auch die Elektronik modernisiert.
Nachdem die Oslo im Januar 1994 aufgrund eines Maschinenversagens in schwerer See auf Grund gelaufen und dann beim Abschleppen gesunken war, entschied man sich, die verbliebenen vier Einheiten zu modernisieren. Insbesondere wurden die Rümpfe verstärkt, was die Verdrängung der Schiffe um etwa 200 Tonnen erhöhte.
Es wurden fünf Schiffe der Oslo-Klasse gebaut. Wie seit 1946 alle Schiffe der norwegischen Marine trugen sie das Präfix KNM, was für Kongelig Norske Marine steht, auf Deutsch bedeutet dies Königliche Norwegische Marine. Im englischen Sprachraum wird das KNM oft auch durch HNoMS ersetzt, was für His Norwegian Majesty's Ship steht und übersetzt Seiner Norwegischen Majestäts Schiff bedeutet. Die Schiffe sind alle nach größeren Städten in Norwegen benannt, wobei es sich außer bei Narvik ausschließlich um Großstädte handelt.
| Name          | Rumpfnummer | Stapellauf        | Indienststellung  | Außerdienststellung | Verbleib                    |
| ------------- | ----------- | ----------------- | ----------------- | ------------------- | --------------------------- |
| KNM Oslo      | F300        | 17. Januar 1964   | 29. Januar 1966   |                     | am 25. Januar 1994 gesunken |
| KNM Bergen    | F301        | 23. August 1965   | 22. Juni 1967     | 3. August 2005      |                             |
| KNM Trondheim | F302        | 4. September 1964 | 2. Juni 1966      | Juni 2006           |                             |
| KNM Stavanger | F303        | 4. Februar 1966   | 8. Dezember 1967  | Juni 1998           |                             |
| KNM Narvik    | F304        | 8. Januar 1965    | 30. November 1966 | 1. August 2007      |                             |

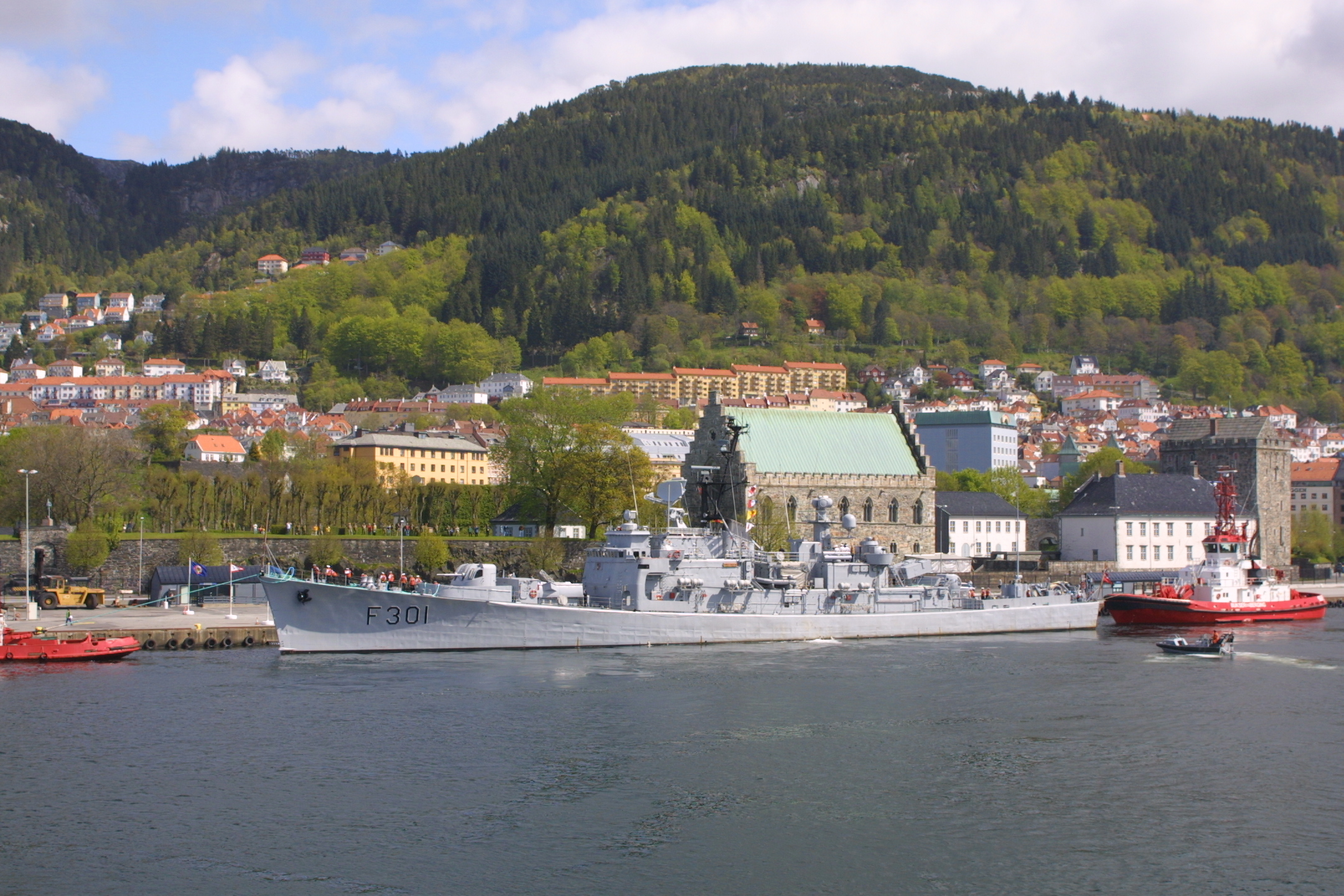
KNM Bergen im Hafen von Bergen kurz vor ihrer Außerdienststellung 2005

Das erste Schiff der Klasse, die Oslo, lief am 24. Januar 1994 bei der Insel Store Marstein nach Maschinenausfall auf den felsigen Grund. Beim Abschleppen am folgenden Tag sank die Oslo außerhalb von Steinneset im Krossfjord.
Die Stavanger wurde 1998 außer Dienst gestellt und als Zielschiff verwendet. 2001 wurde sie durch einen einzigen Torpedo vom deutschen Typ DM2A3 des U-Bootes KNM Utstein (S-302) der Ula-Klasse versenkt. Im August 2005 wurde schließlich auch die Bergen ausgemustert.
Am 17. März 2006 um 20:10 Uhr MEZ lief die Trondheim außerhalb der Linien-Inseln in der Provinz Sør-Trøndelag auf Grund. Die 121 Mann Besatzung überstanden den Zwischenfall ohne Verletzungen und um 20:30 Uhr war das Schiff wieder frei. Der Rumpf hatte jedoch ein Leck und zwei der wasserdichten Abteilungen waren mit Wasser vollgelaufen. Die Fregatte wurde anschließend von einer Einheit der norwegischen Küstenwache in den Hafen von Bergen geschleppt.
Mit dem Zulauf der neuen Schiffe der Fridtjof-Nansen-Klasse ab 2006 und dem Unfall der Trondheim wurde dieses Schiff noch im gleichen Jahr außer Dienst gestellt und nicht wieder repariert. Als letzte Einheit wurde im August 2007 auch die Narvik ausgemustert. Im Gegensatz zu den anderen Schiffen soll die Narvik jedoch erhalten bleiben und sie wurde zu diesem Zweck im Marinemuseum in Horten aufgelegt.